# Рок Крик (Охајо)
Рок Крик (енгл. Rock Creek) град је у америчкој савезној држави Охајо.

## Демографија
По попису из 2010. године број становника је 529, што је 55 (-9,4%) становника мање него 2000. године.
| Група             | 2000.       | 2010.       |
| Белци             | 568 (97,3%) | 515 (97,4%) |
| Афроамериканци    | 10 (1,7%)   | 8 (1,5%)    |
| Азијати           | 0 (0,0%)    | 1 (0,2%)    |
| Хиспаноамериканци | 1 (0,2%)    | 1 (0,2%)    |
| Укупно            | 584         | 529         |